# آرثر مارش
آرثر مارش (بالإنجليزية: Arthur Marsh)‏ (4 مايو 1947 في المملكة المتحدة - ) هو لاعب كرة قدم بريطاني في مركز الدفاع. لعب مع بولتون واندررز ونادي روتشديل ودارلينجتون إف سى.